# Caldwell (Teksas)
Caldwell – miasto w Stanach Zjednoczonych, w stanie Teksas, w hrabstwie Burleson. W 2000 roku liczyło 3 449 mieszkańców.